# Viel-Arcy
Viel-Arcy és un municipi francès situat al departament de l'Aisne i a la regió dels Alts de França. L'any 2007 tenia 175 habitants.

## Demografia

### Població
El 2007 la població de fet de Viel-Arcy era de 175 persones. Hi havia 56 famílies de les quals 12 eren unipersonals (12 dones vivint soles i 12 dones vivint soles), 16 parelles sense fills i 28 parelles amb fills.
La població ha evolucionat segons el següent gràfic:
Habitants censats

### Habitatges
El 2007 hi havia 77 habitatges, 62 eren l'habitatge principal de la família, 6 eren segones residències i 9 estaven desocupats. Tots els 76 habitatges eren cases. Dels 62 habitatges principals, 51 estaven ocupats pels seus propietaris, 8 estaven llogats i ocupats pels llogaters i 3 estaven cedits a títol gratuït; 5 tenien tres cambres, 26 en tenien quatre i 31 en tenien cinc o més. 48 habitatges disposaven pel capbaix d'una plaça de pàrquing. A 18 habitatges hi havia un automòbil i a 41 n'hi havia dos o més.

### Piràmide de població
La piràmide de població per edats i sexe el 2009 era:
| Homes | Edats   | Dones |
| ----- | ------- | ----- |
| 0     | 95 o +  | 0     |
| 0     | 90 a 94 | 0     |
| 0     | 85 a 89 | 0     |
| 0     | 80 a 84 | 0     |
| 0     | 75 a 79 | 4     |
| 4     | 70 a 74 | 0     |
| 0     | 65 a 69 | 8     |
| 8     | 60 a 64 | 8     |
| 0     | 55 a 59 | 0     |
| 4     | 50 a 54 | 4     |
| 8     | 45 a 49 | 8     |
| 4     | 40 a 44 | 4     |
| 16    | 35 a 39 | 4     |
| 4     | 30 a 34 | 4     |
| 4     | 25 a 29 | 4     |
| 8     | 20 a 24 | 8     |
| 4     | 15 a 19 | 8     |
| 4     | 10 a 14 | 0     |
| 4     | 5 a 9   | 8     |
| 8     | 0 a 4   | 4     |

## Economia
El 2007 la població en edat de treballar era de 114 persones, 85 eren actives i 29 eren inactives. De les 85 persones actives 67 estaven ocupades (36 homes i 31 dones) i 18 estaven aturades (11 homes i 7 dones). De les 29 persones inactives 15 estaven jubilades, 3 estaven estudiant i 11 estaven classificades com a «altres inactius».

### Ingressos
El 2009 a Viel-Arcy hi havia 61 unitats fiscals que integraven 156,5 persones, la mediana anual d'ingressos fiscals per persona era de 15.271 €.

### Activitats econòmiques
Dels 7 establiments que hi havia el 2007, 1 era d'una empresa de fabricació d'altres productes industrials, 5 d'empreses de construcció i 1 d'una empresa de transport.
Dels 5 establiments de servei als particulars que hi havia el 2009, 2 eren paletes, 1 guixaire pintor i 2 lampisteries.
L'any 2000 a Viel-Arcy hi havia 5 explotacions agrícoles.

## Poblacions més properes
El següent diagrama mostra les poblacions més properes.